# Alt Zeschdorf
Alt Zeschdorf ist ein Ort im Landkreis Märkisch-Oderland in Brandenburg und gehört seit dem 31. Dezember 1997 zur Gemeinde Zeschdorf.

## Geschichte
Erstmals urkundlich erwähnt wird der Ort 1405 als Czechinsdorff. Conrad von Burgsdorff war unter anderem Besitzer des Gutes. Ein um 1800 errichtetes Herrenhaus wurde 1945 zerstört.
Der Zusammenschluss mit Hohenjesar fand 1927 auf Betreiben der Landesregierung statt. 1936 folgte Neu Zeschdorf mit der Eingemeindung.
Zeschdorf entstand am 31. Dezember 1997 aus dem freiwilligen Zusammenschluss der bis dahin selbständigen Gemeinden Alt Zeschdorf, Döbberin und Petershagen.
1996 wurde aus dem Schloss See in Alt Zeschdorf ein Flugzeugwrack einer Focke-Wulf Fw 190 aus dem Zweiten Weltkrieg geborgen. Dies war ein weiteres Zeugnis der schweren Kämpfe der Schlacht um Berlin. Sogar der tote Pilot konnte identifiziert werden.

### Einwohnerentwicklung
| Jahr          | 1875 | 1890 | 1910 | 1925 | 1933 | 1946 | 1993 | 1996 |
| Einwohnerzahl | 246  | 261  | 189  | 243  | 393  | 684  | 719  | 752  |

## Kultur und Sehenswürdigkeiten
In der Liste der Baudenkmale in Zeschdorf stehen die in der Denkmalliste des Landes Brandenburg eingetragenen Baudenkmale des Ortes.
Weiterhin gibt es ein Freizeit- und Tourismuszentrum in Alt Zeschdorf.

### Regelmäßige Veranstaltungen
- alljährliches Schloss-Seeturnier im Dressur- und Springreiten[5]

## Wirtschaft und Infrastruktur
Die Energie Baden-Württemberg AG betreibt den 2009 von der Plambeck Neue Energien am Ort errichteten Windpark Alt Zeschdorf. Die drei Windkraftanlagen haben eine Nennleistung von 6 MW. Damit lässt sich der jährliche Strombedarf von rund 4000 Privathaushalten decken.
Ebenfalls hat die Volks- und Raiffeisenbank Fürstenwalde Seelow Wriezen eG eine Filiale im Ort.

### Bildung
Die Kindertagesstätte Die kleinen Strolche und die Halbtagsgrundschule Schule im Grünen, ehemals POS „Dr. Theodor Neubauer“, befinden sich im Ort.